# Corey Beck
Corey Laveon Beck (Memphis, 27 maggio 1971) è un ex cestista statunitense, professionista nella NBA.

## Carriera
Con gli Stati Uniti ha disputato i Campionati americani del 1997.

## Palmarès
- Campione NCAA (1994)
- Campione CBA (1996)
- CBA Defensive Player of the Year (1997)
- CBA All-Defensive First Team (1997)